# Liste des préfets de l'Aube

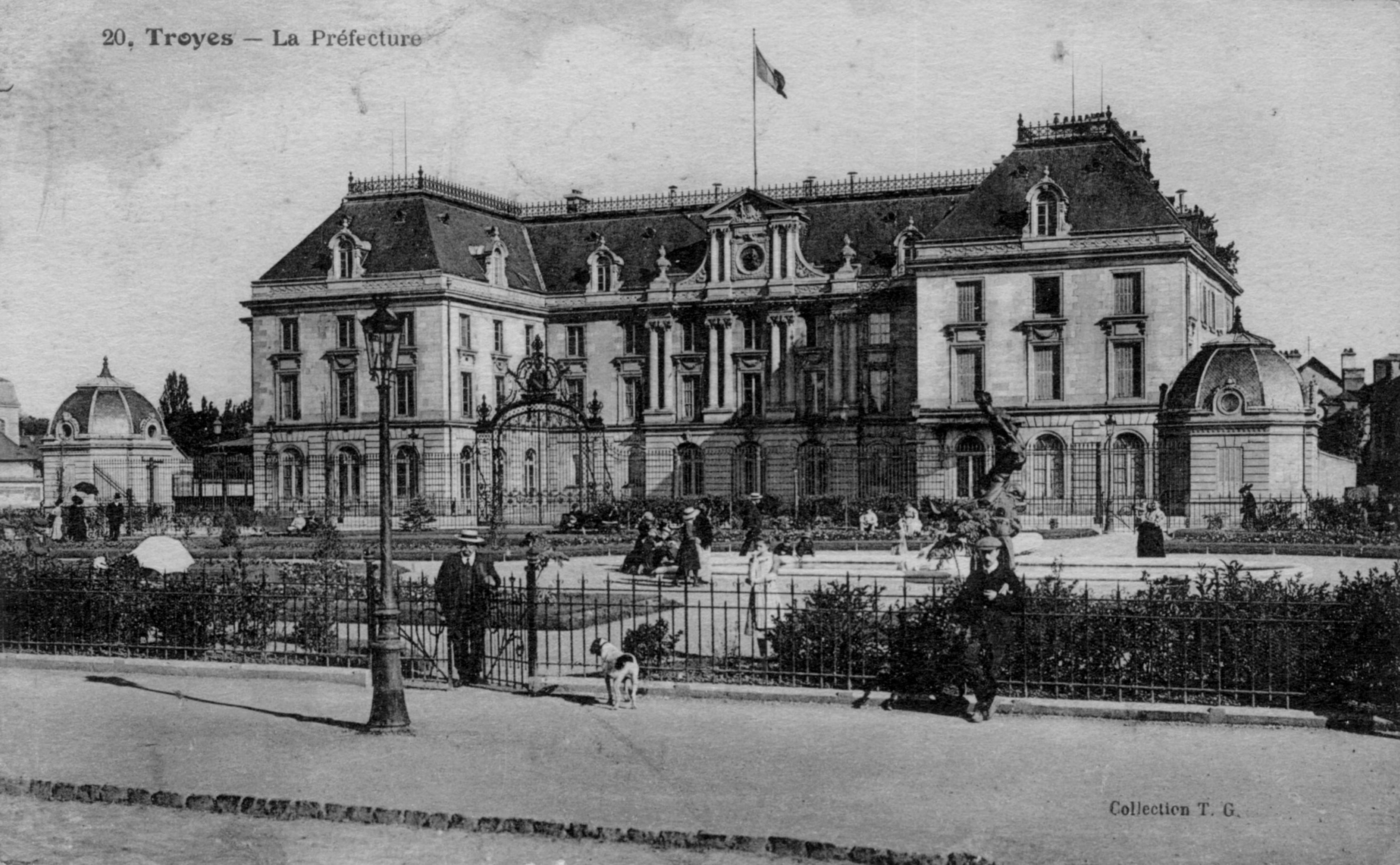
Troyes, La Préfecture (R. Mausse, édit. – 31, rue Claude-Huez, Troyes)

Liste des préfets de l'Aube depuis la création du département. Le siège de la préfecture est à Troyes.

## Consulat et Premier Empire (An VIII- 1815)
| Période                             | Période         | Identité                                                     | Fonction précédente                              | Observation                                                                                |
| ----------------------------------- | --------------- | ------------------------------------------------------------ | ------------------------------------------------ | ------------------------------------------------------------------------------------------ |
| 1791                                | 1792            | M. Dampierre                                                 |                                                  |                                                                                            |
| 1792                                | An IV           | M. Fromageot                                                 |                                                  |                                                                                            |
| An IV                               | An VI           | M. Rivière                                                   |                                                  |                                                                                            |
| An VI                               | An VII          | M. Gayot                                                     |                                                  |                                                                                            |
| An VII                              | An VIII         | Ms. Bouillé, Bourotte, Bosc, Duval, Jaillant, Patin          |                                                  | Commissaires du pouvoir exécutif                                                           |
| An VIII                             | An VIII         | Ms. Bourotte, Bourgoin, Bosc, Duval, Georges, Feugé, Raverat |                                                  | Commissaires du pouvoir exécutif                                                           |
| 11 ventôse an VIII                  |                 | Jean-Nicolas Laloy                                           |                                                  | non installé                                                                               |
| 18 ventôse an VIII                  | 1810            | Claude-Louis Bruslé de Valsuzenay                            | Député des Deux-Nèthes au Conseil des Cinq-Cents | Passe à la préfecture de l'Oise Retrouve la préfecture de Troyes à la seconde Restauration |
| 12 février 1810                     | 24 février 1814 | Charles Ambroise de Caffarelli du Falga                      | Préfet du Calvados                               | Destitué                                                                                   |
| 24 février 1814 (préfet provisoire) | 1814            | Guillaume Georges Nicolas Haw                                | Auditeur au Conseil d'État                       | Destitué                                                                                   |
| 24 février 1814                     | 1814            | Antoine-Marie Roederer                                       | Préfet du Trasimène                              |                                                                                            |

## Première Restauration
| Période    | Période | Identité                       | Fonction précédente | Observation                                       |
| ---------- | ------- | ------------------------------ | ------------------- | ------------------------------------------------- |
| 2 mai 1814 | 1815    | Charles Joseph Dupleix de Mézy |                     | Passe à la préfecture du Nord Député à la Chambre |

## Cent-Jours
| Période      | Période | Identité               | Fonction précédente | Observation |
| ------------ | ------- | ---------------------- | ------------------- | ----------- |
| 22 mars 1815 | 1815    | Antoine-Marie Roederer | Préfet du Trasimène |             |

## Seconde Restauration (1815-1830)

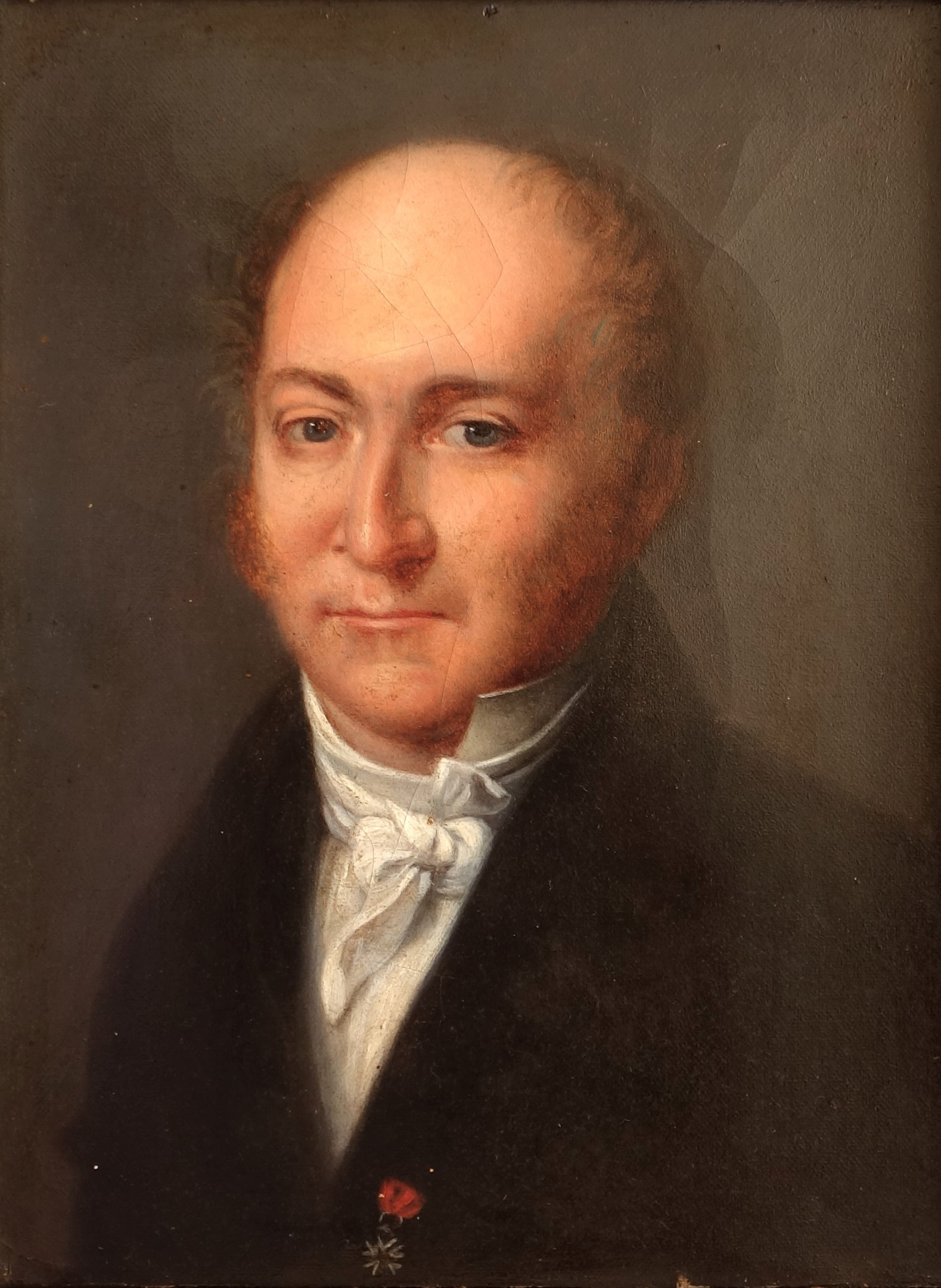
Stanislas de Blocquel de Croix de Wismes

Liste des préfets de la Seconde Restauration (1815-1830)
- Claude-Louis Bruslé, baron de Val Suzenay (1815-1824)
- Stanislas Catherine Alexis de Blocquel de Croix de Wismes (1824-1829) (Préfet de Haute-Vienne antérieurement)
- Jean-Armand-Marie-Hyacinthe de Bastard d'Estang nomination du 12 novembre 1828, nomination rapportée le 10 décembre 1828 à janvier 1829[2].
- Comte Waldemar de Brancas (1829-1830)

## Monarchie de Juillet (1830-1848)
Liste des préfets de la monarchie de Juillet (1830-1848)
- Baron Alexandre Charles Nicolas Amé de Saint-Didier (1830-1832)
- Georges Christophe Victoire Combe-Siéyès (1832-1837)
- Mathieu Vital Gabriel (1837-1839)
- Hugues Darcy (1839-1843)
- Jean-Baptiste Onfroy de Bréville (1843-1845)
- Pierre-Amédée Zédé (1845-1847)
- Claude-Hyacinthe-Félix de Barthélémy (1847-1848)
- Pierre Labosse et Victor Crevat
- Nicolas-Joseph Lignier
- Pierre Lefebvre
- Denis Dominique Farjasse (Secrétaire général) (du 18 mai au 18 juin)

## Deuxième République (1848-1851)
Commissaires du Gouvernement provisoire de 1848 (1848-1851)
- Denis Léon Devaux du Cher (1849-1850)
- Francisque Petit de Bantel (1850- † 13/02/1853)

## Second Empire (1851-1870)
Liste des préfets du Second Empire (1851-1870)
- Francisque Petit de Bantel
- Pierre Marie Hector Collet-Meygret (1853)
- Joseph-Félix-Amédée Bélurgey de Grandville (1853-1857)
- Vicomte de Charnailles (1857 1861)
- Charles Jean Louis Alexandre Le Masson (1861-1863)
- Isidore Salles (1863-1869)
- Baron de Boyer Sainte-Suzanne (1869-1870)

## Troisième République (1870-1940)
Liste des préfets de la IIIe République (1870-1940) 
- Nicolas-Joseph Lignier (1870-1871)
- Jacques de Tracy (1871-1872)
- Paul Cambon (1872-1873)
- Gustave Servois (1873-1876)
- Jules Develle (1876-1877)
- Lionel Marie (1877)
- Georges Bihourd (1877-1879)
- Rondinot (1879-1888)
- Georges Mastier (1888-1891) (ancien sous-préfet de Bar-sur-Seine, secrétaire général de l'Aube)
- A. Tournier (1891-1895)
- Christian Nano (1895-1897)
- A. Rostaing (1897-1898) (ancien sous-préfet de Nogent-sur-Seine et de Bar-sur-Seine)
- de Marcère (1898-1900)
- Marcel Grégoire (1900-1905)
- Charles Marais (1905-1911)
- Edmond Duponteil (1911)
- Robert Leullier (1911-1912)
- Philippe Chocarne (1912-1918)
- Ceccaldi (1918-1919)
- L. Mage (1919-1921)
- Achille Villey-Desmeserets (1921-1922)
- Decharme (1922)
- G. Remyon (1922-1924) (ancien sous-préfet de Bar-sur-Seine)
- F. Atger (1924-1927)
- Et. Baudet-Varennes (1927-1928)
- Feschotte, sous-préfet délégué à l'administration du département
- Julien (1928)
- André Viguié (1928-1930)
- Émile Roblot (2 mai 1930) (non installé)
- Nataletti (1930-1931)
- Louis Perreti della Roca (1931-1934)
- Haag (juin-juillet 1934)
- Jean Rousselot (1934-1935)
- Périer de Féral (16 octobre 1935 - 17 octobre 1935)
- Moyon (17 octobre 1935 - 1940)

## Régime de Vichy sous l'Occupation (1940-1944)
Liste des préfets du Régime de Vichy sous l'Occupation (1940-1944)
- Schmidt (20 août 1940 - 21 septembre 1940)
- Georges Hilaire (21 septembre 1940  -1941)
- Pierre Brisset (1941-1942)
- Maurice Cuttoli (1942-1944) (ancien sous-préfet de Bar-sur-Aube)
- Pierre Blanchet (juillet-août 1944)

## République du Gouvernement provisoire de la République française et de la Quatrième République (1944-1958)
Liste des préfets et commissaires de la République du GPRF et de la Quatrième République (1944-1958)
- René Petitbon (août 1944-1945)
- Pierre-Henry Rix (1945-1948)
- Max Lafont de Sentenac (1948-1954)
- Marcel Wiltzer (1954-1959)

## Cinquième République (Depuis 1958)
| Période          | Période          | Identité                 | Fonction précédente | Observation                    |
| ---------------- | ---------------- | ------------------------ | --- | ------------------------------ |
| 1959             | 1961             | Roger Séverie            | |                                |
| 1961             | 1967             | Roger Richardot          | |                                |
| 1967             | 1971             | Pierre Denizot           | |                                |
| 1971             | 1975             | Michel Barbier           | |                                |
| 1975             | 1979             | Raymond Marchand         | |                                |
| 1979             | 31 décembre 1981 | Robert Lamy              | |                                |
| 31 décembre 1981 | 8 mars 1985      | Jacques Poyer            | | Nommé Préfet de Loir-et-Cher   |
| 8 mars 1985      | 1987             | Roger Gros               | |                                |
| 1987             | 1988             | Jean-Charles Astruc      | |                                |
| 1988             | 5 avril 1990     | Philippe Massoni         | | Nommé Préfet de l'Oise         |
| 5 avril 1990     | 5 septembre 1991 | Michel Morin             | Préfet du Cantal | Nommé préfet de la Martinique  |
| 5 septembre 1991 | 5 avril 1993     | Jacques Coeffe           | Préfet des Hautes-Pyrénées |                                |
| 6 mai 1993       | 21 février 1996  | Bernard Larvaron         | Directeur des stages à l’École nationale d'administration | nommé préfet de l'Eure         |
| 21 février 1996  | 16 avril 1998    | Pierre Brisset           | |                                |
| 16 avril 1998    | 15 juillet 1999  | Nicolas Theis            | Préfet de l'Indre |                                |
| 15 juillet 1999  | 31 juillet 2001  | Michel Pinauldt          | |                                |
| 31 juillet 2001  | 10 juillet 2003  | Stéphane Bouillon        | | Nommé préfet de la Sarthe      |
| 10 juillet 2003  | 20 juillet 2006  | Philippe Rey             | Préfet du Cantal | Nommé préfet des Côtes-d'Armor |
| 20 juillet 2006  | 28 juillet 2008  | Nacer Meddah             | Magistrat de la Cour des comptes |                                |
| 28 juillet 2008  | 20 mai 2010      | Christian Rouyer         | Préfet du Jura |                                |
| 20 mai 2010      | 2 mars 2011      | Georges-François Leclerc | |                                |
| 31 mars 2011     | 12 novembre 2014 | Christophe Bay           | | Nommé préfet de la Dordogne    |
| 12 novembre 2014 | 4 septembre 2017 | Isabelle Dilhac          | Préfète de la Meuse | Nommée préfète de la Vienne    |
| 4 septembre 2017 | 18 décembre 2019 | Thierry Mosimann         | Préfet délégué pour l'égalité des chances auprès du préfet du Val-d'Oise | Nommé préfet des Côtes-d'Armor |
| 15 janvier 2020  | 31 mars 2022     | Stéphane Rouvé (d)       | Personnalité qualifiée | Nommé préfet des Côtes-d'Armor |
| 27 avril 2022    | 1er octobre 2024 | Cécile Dindar            | Préfète, secrétaire générale de la préfecture du Rhône, préfète déléguée pour l'égalité des chances auprès du préfet de la région Auvergne-Rhône-Alpes, préfet de la zone de défense et de sécurité Sud-Est, préfet du Rhône |                                |
| 23 octobre 2024, | En cours         | Pascal Courtade (d)      | préfet délégué pour l'égalité des chances auprès du préfet des Yvelines |                                |